# Серпы
Серпы — посёлок в Кирсановском районе Тамбовской области России. Входит в состав Ленинского сельсовета.

## География
Посёлок находится в восточной части Тамбовской области, в лесостепной зоне, в пределах Окско-Донской равнины, к востоку от автодороги Р208, на расстоянии примерно 10 километров (по прямой) к северу от города Кирсанова, административного центра района. Абсолютная высота — 178 метров над уровнем моря.
Часовой пояс
Посёлок Серпы, как и вся Тамбовская область, находится в часовой зоне МСК (московское время). Смещение применяемого времени относительно UTC составляет +3:00.

## История
Основан в 1922 году. По данным 1926 года имелось 70 хозяйств и проживало 387 человек (188 мужчин и 199 женщин). В административном отношении посёлок входил в состав Пригородной волости Кирсановского уезда Тамбовской губернии.

## Население
| 2010 |
| ---- |
| 0    |